# Zdzisław Lubomirski

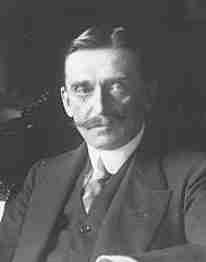
Zdzislaw Lubomirski

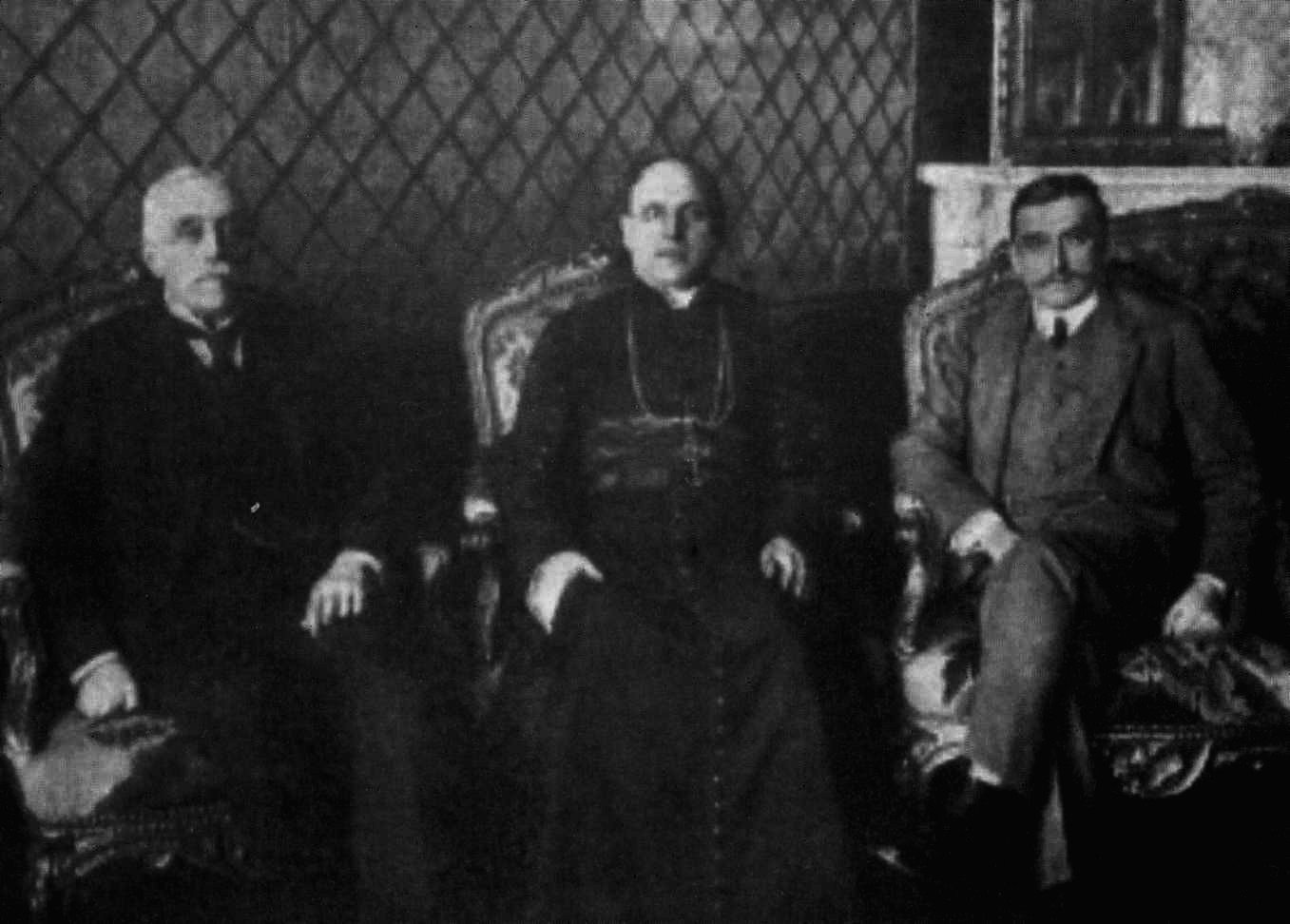
Der Regentschaftsrat: der polnische Duma-Abgeordnete Józef Ostrowski, Erzbischof Aleksander Kakowski und Fürst Zdzisław Lubomirski (v.l.) im Jahr 1917

Fürst Zdzisław Lubomirski (* 4. April 1865 in Nischni Nowgorod; † 31. Juli 1943 auf seinem Adelsgut Mała Wieś im Landkreis Grójec, Masowien) war ein polnischer Aristokrat aus dem Adelsgeschlecht der Lubomirskis, Großgrundbesitzer und Politiker.

## Leben
Sein Vater Fürst Jan Tadeusz (* 24. September 1826; † 7. April 1908), verheiratet mit Maria Gräfin Zamoyska (* 1841; † 1922), war Mitglied der polnischen Untergrundregierung während des Aufstandes von 1863 und wurde von den zaristischen Behörden nach Nischni Nowgorod verbannt, wo Zdzislaw als ältestes von seinen sechs Kindern geboren wurde. Nach der Rückkehr nach Kongresspolen im Jahre 1865 entwickelte Fürst Jan Tadeusz großangelegte Tätigkeiten als Vorsitzender der Warschauer Gesellschaft für Wohltätigkeit, im Bankwesen, wo er Mitbegründer der Warschauer Kreditanstalt und der Handelsbank war, in der Wirtschaftswissenschaft als Erforscher der Wirtschaftsgeschichte Polens und in der Gewerkschaftsbewegung, wo er half, mehrere Handwerkervereine und -gewerkschaften (der Schuster, der Schneider, der Lederarbeiter usw.) zu gründen. Die Hauptstadt verdankt ihm auch die Rettung des Wahrzeichens der Stadt, der Sigismundssäule: Die russischen Behörden wollten 1887 das baufällig gewordene Denkmal aus dem 17. Jahrhundert abreißen. Fürst Jan Tadeusz organisierte eine Spendenaktion in allen drei Teilen Polens, die die nötigen Mittel für eine neue Säule bereitstellen konnte (sie überlebte bis 1944 und wurde nach dem Warschauer Aufstand von der SS zerstört, die heutige von 1947 ist also die dritte).
Fürst Zdzislaw erhielt seine Ausbildung in Krakau und Graz, wo er zum Dr. jur. promovierte. Er kehrte um 1892 nach Warschau zurück, um die Güter der Familie zu bewirtschaften. 1893 heiratete er die Gräfin Maria Branicka († 1934), aus der Ehe gingen drei Kinder hervor. Nach dem Tode des Vaters übernahm er dessen Ämter als Vorsitzender der Wohltätigkeitsgesellschaft und des Instituts für Augenheilkunde. 1905 gründete er zusammen mit anderen gemäßigten Konservativen, wie Graf Krasiński und Fürst Czetwertyński, eine neue politische Partei, „Nationales Zusammenhalten“. Lubomirski, wie sein Vater sozial engagiert, nahm an vielen Kongressen der Volksschullehrer teil und unterstützte ihre Bewegung finanziell.
Am 4. August 1915 erhielt er von den fliehenden russischen Behörden den Auftrag, die polnische Hauptstadt zu verwalten und wurde sofort nach der Einnahme der Stadt am 5. August durch die deutschen Truppen von den neuen Okkupationsbehörden als Stadtpräsident von Warschau bestätigt. Sein Betragen und seine Maßnahmen gewannen ihm große Popularität bei der Bevölkerung der Hauptstadt und des Landes. U. a. gelang es ihm, dass die vom Generalgouverneur Hans von Beseler verfügte Zwangsrekrutierung der polnischen Arbeitslosen zur Zwangsarbeit in Deutschland für Warschau aufgegeben wurde. Auch erwirkte er eine bessere Zuteilung von Lebensmitteln für die polnische Hauptstadt. Man sah in ihm schon das künftige Staatsoberhaupt. Weniger populär war sein späteres Engagement für die politische Arbeit der sog. Aktivisten, d. h. Anhänger der Annäherung an das Deutsche Kaiserreich und Österreich-Ungarn, die einen mit diesen zwei Mächten verbündeten polnischen Staat schaffen wollten. Die Aktivisten waren in der Minderheit, da die Nationaldemokratische Partei des Roman Dmowski über eine große Anhängerschaft in allen drei Teilen Polens verfügte. 1917, nach der Errichtung des Regentschaftskönigreiches Polen wurde Fürst Lubomirski einer der drei Regenten und übte diese Funktion bis zur Auflösung des Regentschaftsrates am 14. November 1918 aus. Beseler charakterisierte ihn in einem Geheimbericht an Kaiser Wilhelm II. (13. Oktober 1917) folgendermaßen: „Durch Tradition und seine Charaktereigenschaften steht Fürst Lubomirski im antirussischen Lager. Er ist aber von der vollen Loyalität gegenüber den Deutschen genauso weit entfernt, wie von der vollen Unterstützung für Polens Zusammenwirken mit den Mittelmächten“. In den letzten Wochen des Regentschaftskönigreiches spielte Lubomirski eine bedeutende Rolle: Er verfasste am 7. Oktober 1918 einen Aufruf des Regentschaftsrates, der die Entstehung „eines unabhängigen polnischen Staates mit einem Zugang zum Meer“ ankündigte und vereidigte eine Woche später die „Polnische Wehrmacht“ auf den Regentschaftsrat, so dass General von Beseler als Befehlshaber abgesetzt wurde.
Acht Jahre lang hielt er sich danach vom politischen Leben fern, bis er 1926, während des Maiputsches des Marschalls Józef Piłsudski, zwischen diesem und dem Staatspräsidenten Stanisław Wojciechowski zu vermitteln versuchte. Der Marschall stellte nach dem Abgang Wojciechowskis die Kandidatur Lubomirskis als Staatspräsident auf, das Projekt scheiterte jedoch am Widerstand des Marschalls des Sejm, Maciej Rataj, der Ignacy Mościcki unterstützte. 1928 wurde Lubomirski zum Polnischen Senat aus der Liste der Piłsudski-treuen Regierungspartei BBWR gewählt und übte das Amt bis 1935 aus. Nach dem Inkrafttreten der neuen Verfassung wurde er 1935 vom Staatspräsidenten zum Senator nominiert. Lubomirski kritisierte offen und scharf die Politik der regierenden Kreise, besonders des Außenministers 
Józef Beck, was dazu führte, dass er 1938 gezwungen wurde, den Senat zu verlassen. Im September 1939 gehörte er zum Bürgerkomitee, das die Verteidigung Warschaus leitete. Am 10. November 1942 wurde Lubomirski von der Gestapo verhaftet und strengsten Verhören unterzogen. Mit völlig zerrütteter Gesundheit wurde er nach zwei Monaten entlassen und starb wenige Monate später auf seinem Gut bei Grójec in Masowien.